# Thomas Tragust
Thomas Tragust (* 27. Mai 1986 in Schlanders) ist ein italienischer Eishockeytorwart, der seit 2018 bei Ritten Sport in der Alps Hockey League unter Vertrag steht.

## Karriere
Thomas Tragust begann seine Karriere als Eishockeyspieler beim HC Meran, für den er in der Saison 2003/04 sein Debüt in der Serie A1 gab. Anschließend spielte der Torhüter, der in seinem Rookiejahr mit Meran abstieg, zwei Jahre lang in der Serie B für den Verein. Die Saison 2006/07 verbrachte er bei den Texas Tornado in der Juniorenliga North American Hockey League. Anschließend wurde der Schlussmann vom Erstligisten SHC Fassa verpflichtet, für den er zwei Saisons zwischen den Pfosten stand. Im Juni 2009 wurde bekannt, dass Tragust zur Saison 2009/10 nach Deutschland zum ESV Kaufbeuren in die 2. Eishockey-Bundesliga wechselt. Thomas Tragust wurde wegen des zurückgeschraubten Transferlimites in Kaufbeuren nicht bestätigt. Sein Nachfolger dort wurde Stefan Vajs. Im August 2010 schloss der Nationaltorhüter sich den WSV Sterzing Broncos an, mit denen er in der Saison 2010/11 die Meisterschaft der Serie A2 gewann. Zur Saison 2012/2013 wechselte er zum HC Innsbruck in die österreichische EBEL. Dort hielt es ihn jedoch nur ein Jahr und so kam er über die Stationen HC Eppan Pirates und HC Neumarkt, mit dem er 2015 die zweite italienische Liga gewinnen konnte, zum SHC Fassa zurück, den er aber nach ebenfalls nur einem Jahr 2016 Richtung HC Pustertal verließ. Mit der besten Fangquote und dem geringsten Gegentorschnitt der Liga trug er dazu bei, dass das Team aus Bruneck hinter Ritten Sport jeweils Platz zwei des Grunddurchgangs und der Master Round der Alps Hockey League 2016/17 erreichte. Zudem gewann er mit dem HC Pustertal auch die Supercoppa 2016. Zur Saison 2018/19 wechselte Tragust zu Ritten Sport.

### International
Für Italien nahm Tragust im Juniorenbereich an der U18-Junioren-Weltmeisterschaft der Division I 2004 sowie den U20-Junioren-Weltmeisterschaften der Division I 2004, 2005 und 2006 teil.
Im Seniorenbereich stand er im Aufgebot seines Landes bei den Weltmeisterschaften der Top-Division 2006, 2008, 2010 und 2012 sowie bei den Weltmeisterschaften der Division I 2009, 2011 und 2015. Bei der Weltmeisterschaft der Division I 2011 trug er mit zwei Shutouts in ebenso vielen Spielen zum Wiederaufstieg Italiens in die Top-Division bei. Sowohl 2009 als auch 2011 erreichte er dabei jeweils die beste Fangquote und den geringsten Gegentorschnitt des Turniers, 2009 wurde er auch zum besten Torhüter gewählt. Zudem vertrat er die Azzurri bei den Qualifikationsturnieren für die Olympischen Winterspiele in Vancouver 2010, in Sotschi 2014 und in Pyeongchang 2018.

## Erfolge und Auszeichnungen
- 2011 Meister der Serie A2 mit dem WSV Sterzing Broncos
- 2015 Meister der Serie B mit dem HC Neumarkt
- 2016 Gewinn der Supercoppa Italiana mit dem HC Pustertal
- 2017 Beste Fangquote und geringster Gegentorschnitt der Alps Hockey League

### International
| - 2009 Aufstieg in die Top-Division bei der Weltmeisterschaft der Division I, Gruppe B - 2009 Bester Torwart der Weltmeisterschaft der Division I, Gruppe B - 2009 Niedrigster Gegentorschnitt der Weltmeisterschaft der Division I, Gruppe B - 2009 Beste Fangquote der Weltmeisterschaft der Division I, Gruppe B | - 2011 Aufstieg in die Top-Division bei der Weltmeisterschaft der Division I, Gruppe A - 2011 Niedrigster Gegentorschnitt der Weltmeisterschaft der Division I, Gruppe A - 2011 Beste Fangquote der Weltmeisterschaft der Division I, Gruppe A |